# 白鴿巢公園
白鴿巢公園，也叫做賈梅士公園（葡萄牙語：Jardim de Luís de Camões）是位於澳門花王堂區東方基金會旁的古老公園，公園的歷史價值已為澳門政府所評定。

## 沿革

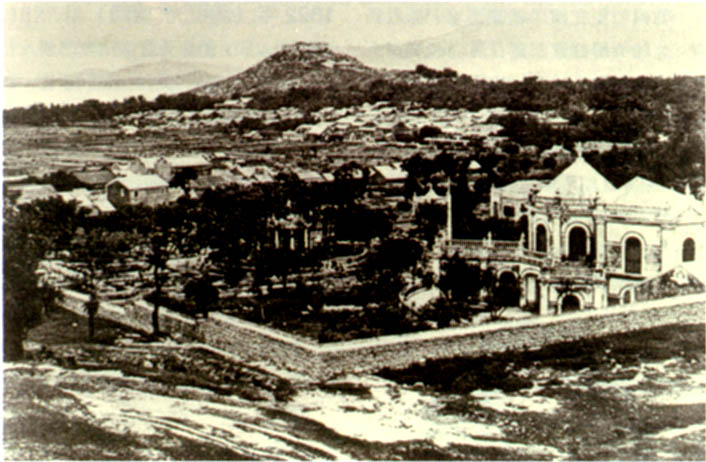
作為別墅花園的時期

白鴿巢公園原址為葡萄牙富商俾利喇（Manuel Pereira）的花園別墅，建於18世紀的70年代。曾租給英國東印度公司的澳門分公司，其後易手賣給另一葡萄牙富商馬葵士為居所。馬葵士喜歡養白鴿，由於大量白鴿棲於簷宇，遠觀像白鴿巢一樣，故而得名。馬葵士的另一喜愛為葡萄牙詩人賈梅士（Luís de Camões），故在公園擺放了一些與詩人有關的物件。相傳詩人在此地的石洞內完成了著名葡萄牙史詩《葡國魂》的一部份。現在每年6月10日，澳門的葡萄牙人社群都會到石洞獻花，並朗誦《葡國魂》以資紀念（澳門回歸後仍然維持這個儀式，只是沒有奏起葡萄牙國歌）。
1885年，物業被澳葡政府所購入，成為對外開放的花園。當中的住宅建築物，則曾於1920年改建為賈梅士博物館。1989年，賈梅士博物館轉售給東方基金會為東方基金會會址。
公園大門是李小龍主演的電影《精武門》、陳真踢爛「華人與狗不得內進」牌匾的虹口公園的拍攝場景。

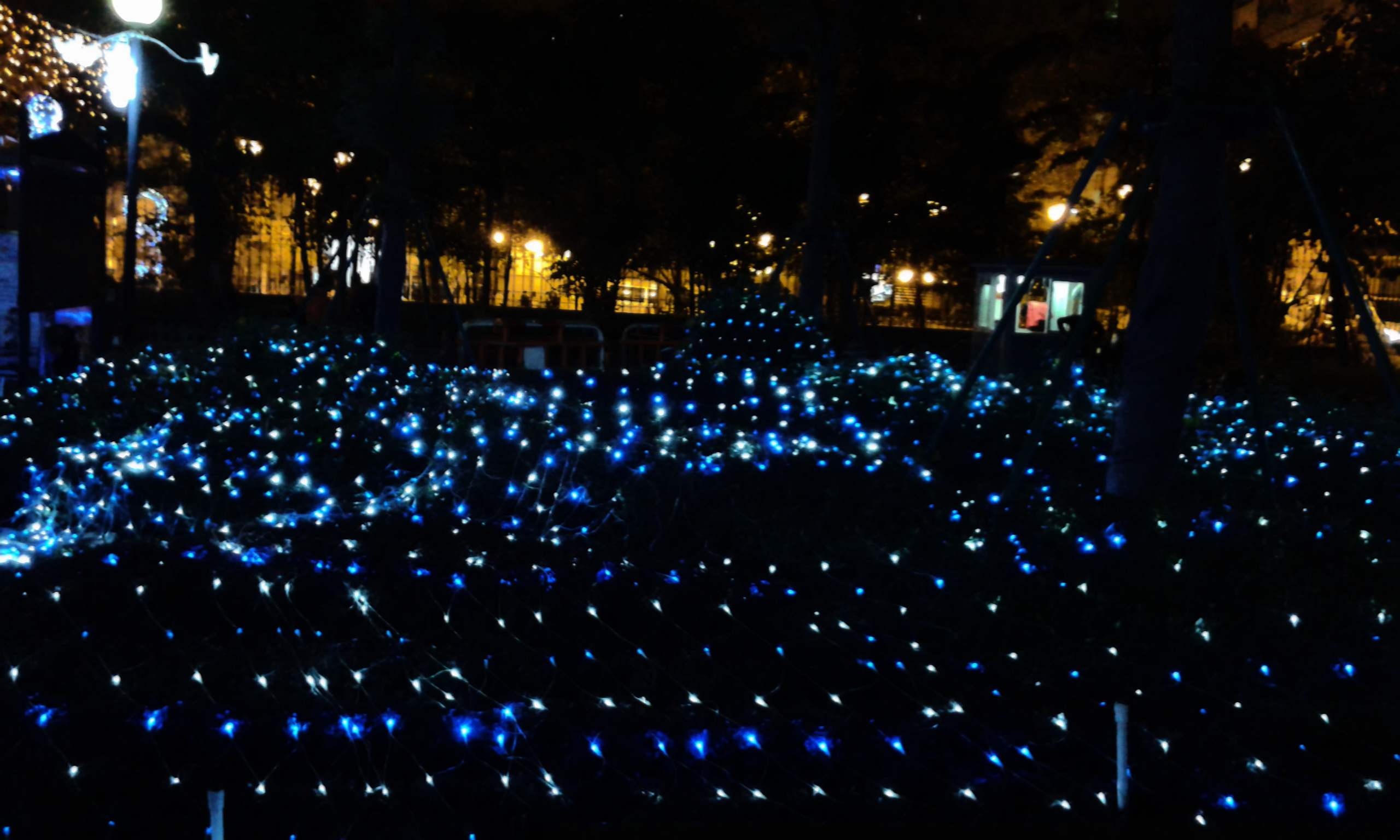
光影節時的布置

## 地理位置
白鴿巢公園位於澳門聖安多尼堂區，佔地總面積約1.96萬平方米。前面為的白鴿巢前地，旁邊是澳門歷史城區的聖安多尼教堂和基督教墳場。
白鴿巢所在的山崗本叫鳳凰山，但俗稱白鴿巢山。清代嘉慶年間，「勺園詩鈔」作者李遐齡的「沙梨頭海邊晚步」有句曰：「背指鳳凰山月生」。

## 設施

### 圖書館
白鴿巢公園黃營均圖書館為秘魯華僑黃營均先生捐資興建的第二間市政圖書館，於1999年11月9日落成啟用。圖書館分兩層，上層為兒童圖書室，下層為圖書、報紙及雜誌閱讀區，共藏書約16000冊。

### 其他設施
- 苗園
- 兒童遊樂場
- 觀景台
- 瀑布

## 藝術品
- 中葡友好紀念物，青銅雕塑「擁抱」
- 葡式碎石地板畫「葡國魂」
- 賈梅士之半身塑像
- 韓國金大建傳教士之塑像

- 賈梅士之半身塑像
- 「葡國魂」地板畫
- 「擁抱」雕塑
- 韓國聖金大建神父之塑像

## 交通

### 巴士
M124 白鴿巢總站（Jardim Camões／Terminal）
路線：17、17T
M201 白鴿巢前地（Praça Luís Camões）
路線：8A、18、18A、18B、19、26

## 資料來源
1. ↑  白鴿巢公園簡介 （页面存档备份，存于）市政署
2. ↑  《澳門古今》，李鵬翥 著